# Linguagem de consulta
Linguagem de consulta é uma linguagem de computador usada para realizar consultas em bancos de dados e sistemas de informação.
Em uma linguagem de consulta de sistemas de informação, a semântica da consulta é definida não por uma sintaxe formal precisa, mas através da interpretação dos resultados mais adequados da consulta. Elementos importantes nesse tipo de linguagem de consulta incluem a classificação e o peso dos resultados, a orientação a relevância e a semântica relativa. Um exemplo é a Common Query Language (CQL), uma linguagem formal para representar consultas a sistemas de informação como índices web, catálogos bibliográficos e informações de coleções de museus.. 